# Вулиця Заслонова (Мінськ)
Вулиця Заслонова — вулиця в Первомайському районі Мінська.

## Історія
Названа на честь Костянтина Сергійовича Заслонова (1910-1942), одного з керівників партизанського руху в Білорусі в роки Великої Вітчизняної війни, Героя Радянського Союзу.

## Опис
Розташована з півдня на північ. Починається від вулиці Волгоградської, перетинає вулицю Чайковського. Закінчується на вулиці Севастопольській (Севастопольський парк).
Початок і кінець вулиці — Т-подібні перехрестя.
Найближчі паралельні вулиці Черняховського та Волгодонська.